# Agartha (jeu vidéo)
 (mai 2015).
Pour les articles homonymes, voir Agartha (homonymie).
Agartha est le nom d'un projet de jeu vidéo pour Dreamcast développé par No Cliché au début des années 2000. Ce projet a été annulé à la suite de l'annonce de l'arrêt de la production de la console de Sega en 2001.

## Le jeu
Agartha aurait dû être un survival horror ambitieux (son créateur, Frédérick Raynal, étant considéré par beaucoup comme le père de ce genre), dans lequel le joueur aurait pu choisir le camp du Bien, ou celui du Mal. Peu d'informations sont connues au sujet de ce jeu. Le personnage principal, nommé Kirk, aurait semblé être âgé, le jeu se passant dans un univers montagneux et visuellement enneigé, qui n'est autre qu'un village perdu de Roumanie, en l'an 1929, lieu où a alors lieu une déchirure reliant le monde réel à celui d'Agartha, bien plus sombre. Ainsi, le héros, Kirk, a pour devoir de protéger la Terre des créatures sombres originaires d'Agartha, mais peut tout à fait aider ces monstres à conquérir le monde pour y semer le chaos. La vue aurait été contrôlée à la troisième personne et le jeu aurait vraisemblablement eu une ambiance assez pesante centrée sur l'exploration. Cet aspect volontairement 'glauque' serait d'ailleurs en partie à l'origine de la cessation de contrat avec Sega, les créateurs se sentant bien trop censurés pour pouvoir réaliser ce jeu comme ils l'entendaient. Des options en ligne étaient prévues, dont on ne connaît cependant pas la nature.
No Cliché, le studio de développement du projet, était constitué de la plupart des anciens membres ayant travaillé sur l'un des tout premiers survival horror réalisé en 1992 : Alone in the Dark. Frédérick Raynal était à la tête du projet Agartha, et les musiques auraient dû être composées par Philippe Vachey.
Dans une interview parue en janvier 2004 dans le magazine Gaming, Didier Quentin (qui a travaillé pendant deux ans sur les graphismes d'Agartha) révèle l'ambition que No Cliché avait placé dans Agartha. Il évoque le jeu de la manière suivante :

« Notre but était de faire d'Agartha LE survival horror de la Dreamcast quitte, pour cela, à prendre le temps de tester des innovations, qu’elles soient techniques ou conceptuelles. Au dernier stade auquel nous étions arrivé, c’était un jeu avec une très grande liberté : de nombreux embranchements étaient prévus selon l’orientation donnée à l’histoire par les actions du joueur. Agartha aurait été le premier survival-horror où le joueur aurait pu choisir son camp : le Bien ou le Mal (un exemple : on avait imaginé laisser la possibilité au joueur de délivrer un prisonnier ou de le torturer. Cela marquait alors sa psychologie et le faisait entrer dans un axe particulier de l’aventure). »